# P901 Castor (2014)
De P901 Castor is een Belgisch kustwachtvaartuig van de Marinecomponent van de Belgische Strijdkrachten. Dit patrouilleschip of Ready Duty Ship (RDS) heeft als opdrachten onder meer de visserijwacht, deelname aan multinationale visserijcontroles, deelname voor het Europese controle agentschap aan visserijcontrole in de wateren van de Europese Unie, staalname olieverontreiniging en bestrijding pollutie.
Het schip werd in 2014 te water gelaten op de scheepswerf van Société Calaisienne de Réparation Navale et Mécanique (Socarenam) te Boulogne-sur-Mer. De stad Dendermonde is nu peter van het schip.  Doopmeter bij de indienstname op 10 juli 2014 was Koningin Mathilde. De thuishaven van het schip is het Kwartier Marinebasis Zeebrugge.
De aankoopprijs van het schip bedraagt 13 miljoen euro. De bemanning van 15 personen kan wanneer nodig of nuttig aangevuld worden met tot 20 ingescheepten, bijvoorbeeld van  politie of douane. Aan boord van het schip zijn twee RIBs beschikbaar die een snelheid tot 37 knopen halen. De bewapening bestaat uit het Sea deFNder-systeem van FN Herstal, kaliber .50 inch (12,7 mm).

## Weblinks
- D-Mitch: Castor class coastal patrol vessels of the Belgian Navy (plus PHOTO GALLERY #36). 26 december 2020.